# Rio Atibaia
Rio Atibaia är ett vattendrag i Brasilien.   Det ligger i delstaten São Paulo, i den sydöstra delen av landet, 800 km söder om huvudstaden Brasília. Rio Atibaia ligger vid sjön Represa do Salto Grande.
Runt Rio Atibaia är det i huvudsak tätbebyggt. Runt Rio Atibaia är det tätbefolkat, med 659 invånare per kvadratkilometer.